# Paiste
Paiste – szwajcarskie przedsiębiorstwo rodzinne zajmujące się produkcją talerzy perkusyjnych, gongów i talerzy orkiestrowych. Nazwa oznaczająca w języku estońskim blask pochodzi od nazwiska założyciela.

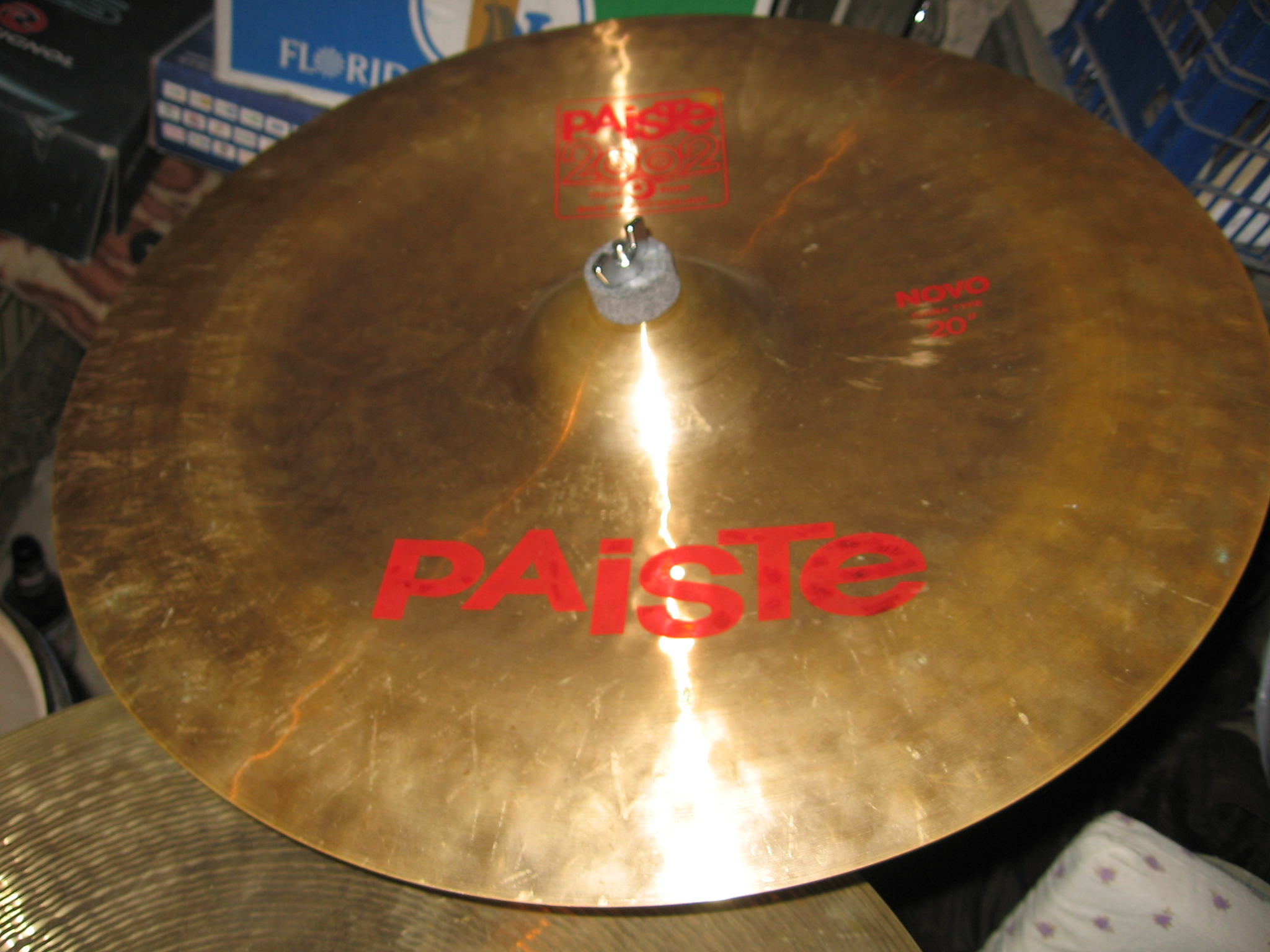
20" Novo china - seria 2002

## Historia
W 1901 roku kompozytor Michail (Mihkel) Toomas Paiste otworzył sklep w Sankt Petersburgu. Początkowo zajmował się naprawą instrumentów muzycznych, lecz działalność przerwał wybuch rewolucji październikowej.
W 1917 roku Michail wrócił do rodzinnej guberni estońskiej, gdzie otworzył nowy sklep w Rewlu (od 1918 Tallinn). Działalność została rozszerzona o projektowanie i produkcję talerzy orkiestrowych. Wkrótce dołączył do niego syn Michail M. Paiste, który wpłynął na przyspieszenie rozwoju przedsiębiorstwa. Po objęciu kierownictwa uruchomił on produkcję opartą na tureckiej manufakturze, co w znaczny sposób pozwalało na dostosowanie wyrobów do standardów „nowoczesnej muzyki” oraz powoli pojawiających się zestawów perkusyjnych. Paiste wprowadzał też w tym okresie pierwsze gongi.
W latach 1940–1944 wydarzenia II wojny światowej zmusiły Michaila do ucieczki z okupowanej Estonii – nowo powstałej Estońskiej Socjalistycznej Republiki Radzieckiej do Polski, gdzie kontynuował działalność. Pomimo braku surowców oraz trudności z produkcją w tym czasie, przedsiębiorstwo przetrwało.
Po zakończeniu wojny w 1945 roku Michail M. Paiste z rodziną opuścił Polskę Ludową i jako uchodźca znalazł schronienie w północnych Niemczech (Szlezwik-Holsztyn), gdzie po raz trzeci rozpoczął produkcję.
W 1957 Michail M. Paiste otworzył zakład w Szwajcarii, która stała się nową siedzibą przedsiębiorstwa. W Szwajcarii urodzili się jego synowie Robert i Toomas. Od 2003 roku przedsiębiorstwem zarządza syn Toomasa, Erik.
W 1981 roku przedsiębiorstwo rozszerzyło swoją działalność na USA, gdzie powstała nowa fabryka.

## Rozwój i pomysły

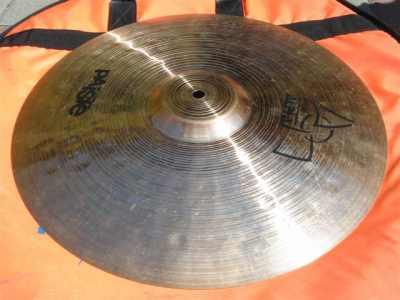
Wycofany 16-calowy Crystal crash z serii Alpha

- Lata 30. – pierwsze przedsiębiorstwo produkujące określone modele talerzy.
- 1947 – jako pierwsi zajmują się produkcją więcej niż jedną klasą jakości talerzy
- 1949 – pierwsza produkcja talerzy typu china
- 1963 – użycie brązu 8% oraz pierwsze użycie tureckiego stylu kopułki na talerzach china
- 1967/68 – zastosowanie falistego brzegu dolnego talerza hi-hatu – Sound Edge oraz ride bez kopułki – flatride
- 1975 – wprowadzenie wraz z serią Sound Creation spłaszczonych kopułek – Short/Crystal crash (na nowo powróciły w 2008 roku w serii Signature Reflector)
- 1980 – ominięcie toczenia podczas produkcji – seria RUDE
- 1983 – odwrócona kopułka w talerzach typy china – Novo
- 1984 – pokrycie talerzy kolorem – COLORSOUND
- 1989 – wynalezienie stopu Signature (Paiste Signature Alloy)
- 1996 – pojawienie się serii Traditionals
- 2001 – opatentowana technika toczenia – Sonic Texture Formula. Wprowadzona z serią Innovations, nadaje talerzowi bardziej skupione brzmienie
- 2011 – wprowadzenie do oferty Alpha talerzy z wyciętymi dziurami, tzw. swiss crash.
- 2015 – pierwszy raz w historii przedsiębiorstwa wprowadzono talerze wykonane z aluminium, talerze typu bell w serii PSTX[2].

## Serie talerzy

### Obecne
- 101 Brass – najniższa półka. Wykonane z mosiądzu, procesem produkcji steruje całkowicie komputer. Wprowadzone w 2005 roku. Dla początkujących.

- PST 3 – wykonane z mosiądzu. Wprowadzone w 2005 roku. Dla początkujących.

- PST 5 – wykonane z brązu B8. Wprowadzone w 2005 roku. Dla średniozaawansowanych.
- PST 7 – wykonane z brązu B8. Wprowadzone w 2014 roku jako rozszerzenie serii PST - Paiste Sound Technology. Opisywane jako pierwsze talerze tej klasy przeznaczone do lżejszych gatunków muzycznych[3]. Cechują się klasycznym wyglądem z lekko zarysowanymi śladami młotkowania. Dla średniozaawansowanych.

- PST 8 – wykonane z brązu B8. Talerze wprowadzone w 2012 roku, posiadają wykończenie Reflector. W marcu 2012 dodano nowe talerze zatytułowane "Cajon". Dla średniozaawansowanych.
- PSTX – nowe modele z talerzami efektowymi z dziurami, tzw. swiss. Seria wprowadzona w 2015 roku, składa się z różnego rodzaju efektowych crash'y, splash'y, hi-hat'ów, stack'ów (dwa lub więcej talerzy przylegających do siebie dla wywołania pożądanego efektu dźwiękowego) oraz bell'i. Pierwszy raz w historii przedsiębiorstwa te ostatnie wykonano z aluminium.

- 900 i 900 COLORSOUND – seria wprowadzona w 2017 roku, umieszczona w segmencie talerzy dla średnio- i zaawansowanych. Wykonana z brązu B8, dodatkowo rozszerzona o pokryte farbą wybrane modele talerzy, w czterech kolorach: czarnym, niebieskim, czerwonym i fioletowych. Motywem przywrócenia całej serii COLORSOUND były poprzednie modele talerzy sygnowanych i wyprodukowanych przy współpracy z wybranymi muzykami (seria Black Alpha, talerze typu ride: The Rhythmatist, Monad, Psychotopus).

- Giant Beat – wykonane z brązu 2002. Jest to seria, której zadaniem jest przypomnienie brzmienia talerzy z lat 60. Wprowadzone w 1967, produkcja zakończona w 1971, ponownie wprowadzona w 2005.

- RUDE – wykonane z brązu B8, pozbawione procesu toczenia, przez co nadaje im to bardzo surowy wygląd. Przeznaczone do głośnego i agresywnego grania. Wprowadzone w 1980, zdjęte z produkcji w 1986 na rzecz serii 1000 RUDE i 3000 RUDE. Włączone w latach 1994–1999 do serii 2002 jako 2002 RUDE. Ponownie wprowadzone w 1999.

- 2002 – wykonane z brązu B8, znany również jako brąz 2002, przez wielu uważana za pierwszą w pełni profesjonalną serię wykonywaną z tego materiału. Wprowadzone w 1971, zakończenie produkcji przypadło na rok 1986, by ponownie produkować je w 1988 ze względu na olbrzymie zainteresowanie. Od 1994 do 1999 połączone z serią RUDE (2002 RUDE). W 2002 roku, w celu uczczenia ponad 30 lat produkcji tychże, Paiste wydało specjalną edycję talerzy z czarnym oznakowaniem serii, nawiązującym do klasycznej produkcji[4]. Od 2005 do 2006 dołączone do tej serii zostały niektóre modele z innej linii – Dimensions – jednak wkrótce zostały wycofane.

- 2002 Black – wykonane z brązu B8, rozwinięcie serii 2002, wprowadzone w 2016 roku. Talerze w dużych rozmiarach, o ciemniejszym, niż 2002 brzmieniu.

- Masters – seria wprowadzona jako nowość w 2011, stanowiąca rozwinięcie oferty serii Twenty, składająca się z 11 ride'ów. W 2012 roku doszedł kolejny, dwunasty do kolekcji, Crisp Ride. W 2014 roku seria zmieniła nazwę z Twenty Masters Collection na Masters oraz rozszerzyła ofertę o talerze typu crash i hi-hat.

- 602 Formula Classic Sounds – nie mylić z niskobudżetowymi seriami. To w pełni profesjonalna (i jedyna obok Sound Creation) seria wykonana z brązu B20, produkowana od 1959, zakończona około 1994 roku. Początkowo typowo jazzowe przeznaczenie, lecz szybki rozwój rocka w latach 70. sprawił, iż Paiste rozszerzyło ofertę modeli. Obecnie jedna z najbardziej poszukiwanych serii, na aukcjach internetowych niektóre modele crashów, zwłaszcza "light" i "paperthin", osiągają ogromne ceny. Ponownie wprowadzona w 2011 roku.

- 602 Formula Modern Essentials – wprowadzona w 2013 roku seria stworzona we współpracy z Vinniem Colaiutą. Rozszerzenie oferty talerzy "602" o m.in. nowe splashe oraz chinki. Wykonane z brązu B20, stworzone z myślą o muzykach grających średnio głośne gatunki.

- Signature Precision – wprowadzona w kwietniu 2013 roku, rozwinięcie oferty serii Signature. Główną przesłanką jej wyodrębnienia było, jak powiedział Eric Paiste, "(...) stworzenie bardziej przystępnego dźwięku Signature"[5].

- Signature – pierwsza seria wykonana z brązu PSA, wprowadzone w 1989 roku.

- Signature Dark Energy – wykonane z brązu PSA, wprowadzone w 2005 roku. Talerze te charakteryzują się bardzo "ciemnym" brzmieniem.

- Signature Traditionals – wykonane ze stopu Signature. Wprowadzone w 1996 roku. Talerze te przypominają dźwięk i wygląd (minimalne, ledwo widoczne napisy) z lat 40. i 50., skierowane głównie dla gatunków takich jak Swing i Blues.

### Serie limitowane
- Nicko McBrain’s Treasure Chest – seria wprowadzona w 2017 roku, w limitowanej ilości 83 sztuk. Specjalny zestaw talerzy różnych modeli używanych przez perkusistę Iron Maiden, Nicko McBrain. Zawiera 12 modeli talerzy pokrytych specjalnym, inspirowanym znakami Majów wykończeniem. Zestaw zawiera w sobie talerze z serii Signature Reflector, Signature, Rude oraz Formula 602[6].

### Wycofane
Spis liczbowy/alfabetyczny:

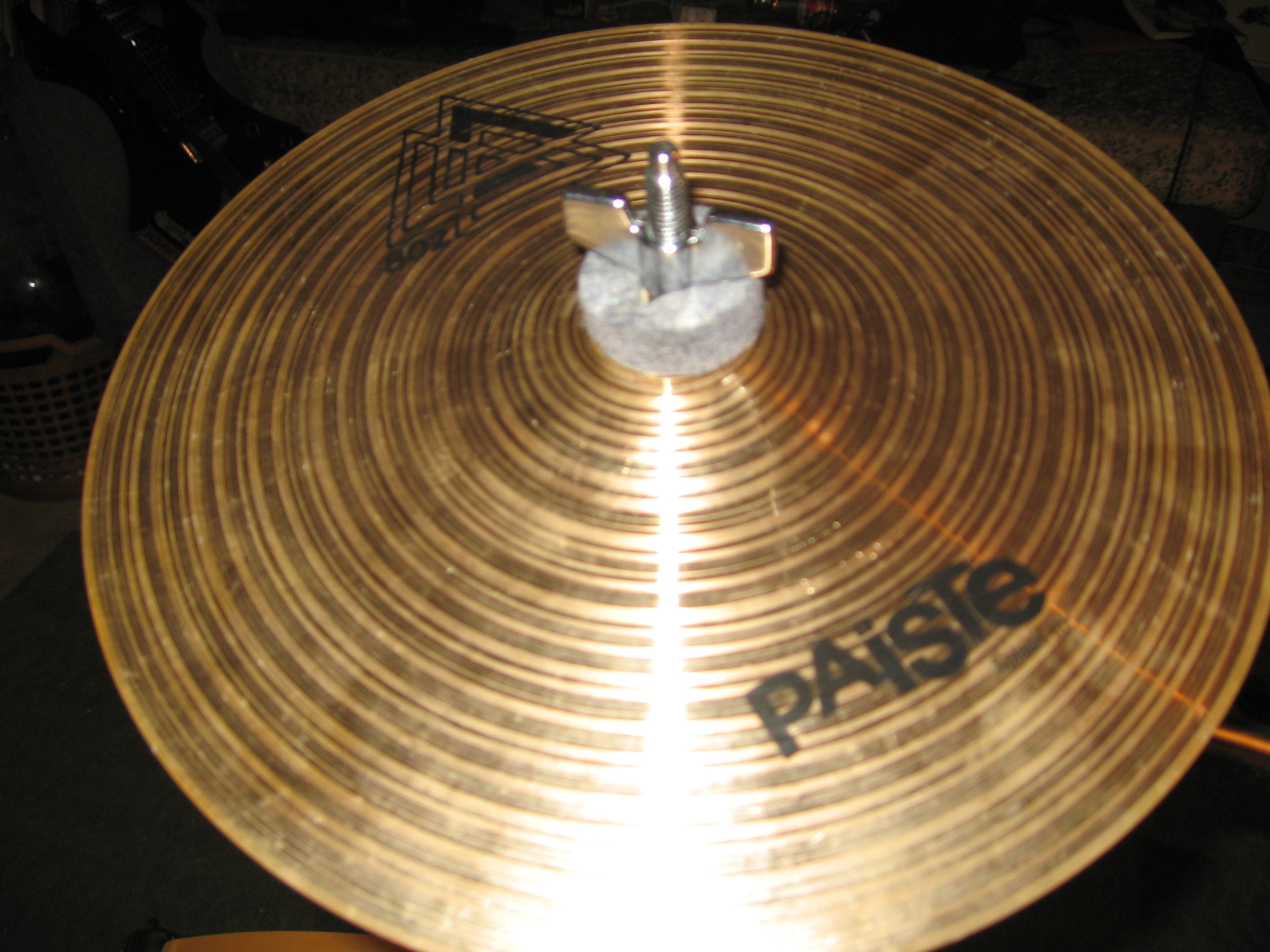
Splash 10" z wycofanej serii 802

- 101 – nie mylić z obecną wersją, wykonane ze stopu miedzi i niklu (NS12 Nickel-silver), produkowane maszynowo w latach 1974-1985.

- 200 – dla początkujących, wykonane z mosiądzu, produkowane od 1986 do początku lat 90.

- 201 – wykonane z brązu B8, procesem produkcji steruje całkowicie komputer. Wprowadzone w 2005 roku, wycofane w 2009. Dla początkujących.

- 302 – najniższa półka, wykonane z mosiądzu (MS63 Brass), wprowadzone w 1993, w 1997 ich dźwięk został poprawiony dzięki nowym procesom produkcji, przez co zyskały "+" przy nazwie. Zniesione w 2005 roku na rzecz serii 101.

- 402 – najniższa półka, wykonane ze stopu miedzi i niklu (NS12 Nickel-silver), wprowadzone w 1993, w 1997 ich dźwięk został poprawiony dzięki nowym procesom produkcji, przez co zyskały "+" przy nazwie. Zniesione w 2005 roku. Brak aktualnego odpowiednika; można uplasować je pomiędzy seriami 201 oraz PST3

- 400 – dla zaawansowanych, wykonane z brązu B8, produkowane od 1986 do początku lat 90. Dostępne w wykończeniu COLORSOUND.

- 404 – przeznaczone dla początkujących perkusistów, wykonane z brązu B8, produkowane od 1978 do 1985, logo początkowo czarne, później brązowe.

- 500 – seria orkiestrowa, wykonane z brązu B8, produkowane od 1986 do początku lat 90. Dostępne w wykończeniu COLORSOUND.

- 502 – niska półka, wykonane z brązu B8 (CuSn8 Bronze), wprowadzone w 1993, w 1997 ich dźwięk został poprawiony dzięki nowym procesom produkcji, przez co zyskały "+" przy nazwie. Zniesione w 2005 roku na rzecz serii 201.

- 505 – przeznaczone dla średnio- i zaawansowanych perkusistów, wykonane z brązu B8, produkowane od 1978 do 1985, logo początkowo czarne, później zielone.

- 802 – średniozaawansowana półka, świetny stosunek jakości do ceny. Wykonane z brązu 2002. Wprowadzone w 1993, w 1997 ich dźwięk został poprawiony dzięki nowym procesom produkcji, przez co zyskały "+" przy nazwie. Różnica między tą serią a 302-502 polegała wprowadzeniu do mechanicznej produkcji procesów o jakości porównywalnej do pracy ręcznej. Zniesione w 2005 roku na rzecz PST5 (Paiste Sound Technology).

- 900 – seria orkiestrowa, wykonane z brązu B8, produkowane od 1986 do początku lat 90. Dostępne w wykończeniu COLORSOUND.

- 1000
  - – półprofesjonalna seria z brązu B8, produkowana od 1986 do początku lat 90. Dostępne w wykończeniu RUDE.
  - – seria orkiestrowa, dostępna w wykończeniu COLORSOUND.

- 2000 – profesjonalne talerze z brązu B8, produkowane od 1986 do początku lat 90. Dostępne w wykończeniu COLORSOUND oraz Sound Reflection (wypolerowane).

- 3000 – profesjonalne talerze z brązu B8, produkowane od 1986 do początku lat 90. Dostępne w wykończeniu RUDE oraz Reflector.

- BrassTones/RockTones – dla początkujących, wykonane z mosiądzu, wprowadzone w 1992 jako zamiennik serii 200, produkcja zakończona na przełomie 1996/1997 roku, wraz z wejściem serii 302.
- Alpha – wykonane z brązu B8. Wprowadzone w 1991, odnowione i ponownie wprowadzone w 2006 roku. Dla półprofesjonalistów. W 2010 roku wszystkie modele zostały odświeżone i zyskały wysoki połysk. W 2011 roku zaprezentowano pierwsze modele crashów z wyciętymi dziurami, nazwane "swiss crash".
- Alpha Boomer – seria wprowadzona w 2012 roku jako rozszerzenie oferty Alpha, skoncentrowanej na perkusiście półprofesjonalnym oraz profesjonalnym. Wyprodukowane we współpracy z perkusistą Iron Maiden – Nicko McBrain. Posiadają charakterystyczne niebieskie znakowanie wraz z logo PowerSlave Eddie. Wycofane w 2015 roku.
- Black Alpha – dodatkowe modele serii Alpha stworzone w kooperacji z Joeyem Jordisonem powleczone czarną farbą oraz zaopatrzone w logo zespołu Slipknot. Dodane w 2008 roku, wycofane w 2010 roku. W 2012 nastąpiła reedycja zatytułowana "Hyper", charakteryzująca się naniesionymi dookoła talerza dziewięcioma srebrnymi logo Slipknot. Kolejny raz wycofane na początku 2015 roku.

- COLORSOUND 5 – profesjonalna seria wykonana z brązu B8, produkowana w latach 1983-1986, na ofertę składało się 5 kolorów wykończeń. Należy pamiętać jednak o różnicy w brzmieniu od serii 400, 500, 900 i 2000 nawet jeśli były one dostępne w wykończeniu COLORSOUND.

- Dimensions – profesjonalne talerze wykonane z brązu 2002, wprowadzone w 1999 roku, potem niektóre modele wchłonięte do serii 2002.

- Dixie – linia dla średniozaawansowanych, wprowadzona w 1954, zakończona w 1977. Produkowane w Niemczech, większe rozmiary (np. 26" ride) w Szwajcarii, wykonane ze stopu niklu i miedzi.

- Exotic/Percussion – zestawy talerzy, wzbogacona o mikro hi-haty oraz belle. W 2002 roku wchłonięte do serii Noise Works, a niektóre modele bellów do Signature, accenty do 2002.

- Innovations profesjonalna seria wykonana z brązu 2002, wprowadzone w 2001 roku, zakończone w 2005 roku.

- Ludwig – produkowane w latach od 50. do 70. na zamówienie przedsiębiorstwa Ludwig jako dodatek do zestawu. Spotkane są 3 typy:
  - Ludwig Paiste (z trzema gwiazdami) – produkowane w Szwajcarii, z brązu B20, bardzo rzadko spotykane
  - Ludwig Standard (spadająca gwiazda) – produkowane w Niemczech wykonane są z NS12, przez co mają srebrno-szary kolor. Te produkowane w Szwajcarii wykonane są z brązu B20, od serii 602 Formula różnią się grubością, Standard jest cieńszy.
  - Istnieją talerze z serii Ludwig z trzema gwiazdami z podpisem "Chicago", prawdopodobnie związane z nową fabryką Ludwiga w Chicago, założoną w połowie lat 50.

- Noise Works – eksperymentalna linia zawierająca zestawy talerzy oraz mini hi-haty dla uzyskania specyficznego dźwięku, w 2009 wycofane z produkcji.

- Signature Reflector – wykonane z brązu PSA, wprowadzone w 2004 roku, rozszerzenie serii Signature charakteryzujące się błyszczącą oraz wygładzoną powierzchnią, co odpowiada za łagodniejszy dźwięk. w 2009 wchłonięte przez serię Signature.

- Sound Creation – najwyższa półka produkowana obok 602 Formula z brązu B20, rozpoczęta w 1969, zakończona w 1994.

- Sound Creation New Dimensions – rozwinięcie powyższej serii, produkcja rozpoczęta w 1975, zakończona w 1994.

- Sound Formula – wprowadzone w 1990 roku pierwsze talerze wykonane z opatentowanego stopu PSA (Paiste Signature Alloy)[7]. Obecnie, podobnie jak 602 Formula, poszukiwane na aukcjach, lecz można je kupić za niższą cenę. Zostały wchłonięte przez serię Signature.

- Stambul – początkowo wykonane ze stopu NS12, produkowane w latach 1932-1941 (ziemie wschodnie), 1948-1957 (Niemcy) i 1957-1964 (Szwajcaria). W 1965 zostały odnowione i ponownie wprowadzone do sprzedaży, lecz wykonane już ze stopu B8, jako seria Stambul 65'. Wraz z serią Giant Beat stanowią one podwaliny serii 2002. Produkcja zakończona w 1975 roku.

- Stanople – średniozaawansowana półka, stop miedzi i niklu (NS12 Nickel-silver), jedna z pierwszych serii produkowanych w nowej, szwajcarskiej fabryce. jakościowo przewyższały serię Dixie, lecz były gorsze od Stambul Przeznaczone na rynek USA.

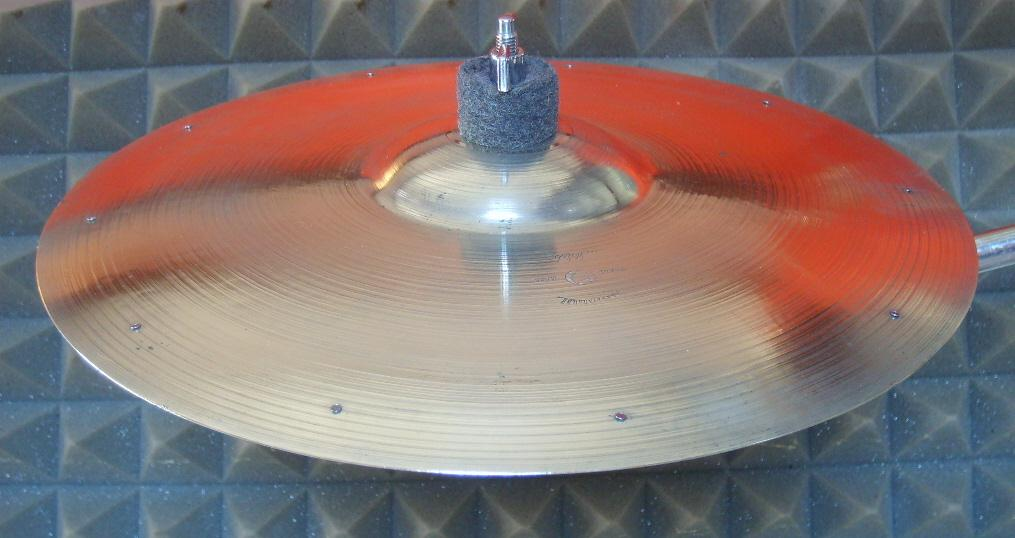
13-calowy talerz z serii Stambul z nitami

- Super – dla początkujących, produkowane początkowo w Szwajcarii (1955-1961), później w Niemczech (1961-1973). Wykonane ze stopu miedzi i niklu (NS12 Nickel-silver), bardzo podatne na pęknięcia.

- Super Formula 602 – prekursor serii 602, wykonano zaledwie kilka modeli w 1959, brąz B20.

- Twenty – wykonana z brązu B20, seria wprowadzona w 2007 roku, oficjalnie zakończona w 2012. Jej miejsce zajęły rozszerzone serie Masters Collection oraz Custom Collection.
- Twenty Custom Collection – kolejna seria wprowadzona jako nowość w 2011 (w kwietniu), stanowiąca rozwinięcie oferty serii Twenty. Przeznaczone do różnych gatunków muzycznych: modele oznaczone jako "full" do lżejszego, lekko rockowego grania; modele "metal" z kolei znajdą swoich odbiorców wśród muzyków preferujących głośniejsze oraz mocniejsze gatunki muzyczne. Wycofana w 2015 roku.

- Zilko – dla początkujących i średniozaawansowanych, wprowadzone w latach 1935-1948 ze stopu NS12. Potem zastąpione przez serię Zilko Standard, zakończoną w 1960.

- VISIONS – profesjonalna seria, wykonane z dwóch stopów: PSA i B8 pokryta wykończeniem COLORSOUND w kolorze czarnym. Zaprojektowane przez Terry’ego Bozzio.

Ponadto Paiste produkuje talerze na specjalne zamówienia zespołów, np. seria Rainbow dla zespołu Vader, czy specjalne pokrycie serii RUDE białym wykończeniem COLORSOUND dla Joeya Jordisona z zespołu Slipknot.

## Artyści
Na talerzach Paiste gra wielu znanych perkusistów. Wśród nich są:
- Steven Adler – Adler’s Appetite[8]
- Dave Lombardo – Slayer, Grip Inc., Fantomas[9]
- Steve Asheim – Deicide[10]
- Zbigniew "Inferno" Promiński – Behemoth, Azarath[11]
- Hellhammer – Mayhem[12]
- Nicholas Barker – Twilight of the Gods[13]
- Tommy Aldridge – Thin Lizzy, Whitesnake[14]
- Danny Carey – Tool[15]